# بستر (شیمی)

بستر در واکنش با آنزیم

در شیمی بستر، پیش‌ماده یا سابستریت (به انگلیسی: Substrate)، جزء شیمیایی است که توسط واکنش‌گر مشاهده شده و در واکنش شرکت می‌کند. این مورد مفهومی نامستقل بوده و خصوصاً در بیوشیمی ماده‌ای است که با آنزیم سریعاً وارد واکنش می‌شود. موردی شبیه این برای آنزیم‌ها نیز به کار می‌رود. آنزیم موقعی شکل می‌گیرد که مولکول آن در بستر برای ایجاد سایت فعالی جا شود. بستر چیزی است که آنزیم را برای فعالیتش جا می‌کند. اگر آنزیم طبیعت بستر را واسرشته (به انگلیسی: denatured) کند سایت فعال تغییر می‌کند (به این معنی که آنزیم و بستر در مدل قفل و کلید فیشر صدق صدق نمی‌کند). و جا نشدن آنزیم در بستر به معنی انجام نشدن واکنش است؛ و بنا بر اصل لوشاتلیه بستر واکنش گر طرفی است که تغییر غلظت دهد.